# Charles de Pitteurs-Hiegaerts
Charles Lambert Balthazar de Pitteurs-Hiegaerts-d'Ordange, né à Saint-Trond le 17 septembre 1797 et mort à Bruxelles le 9 juillet 1863, est un homme politique belge.

## Biographie
Charles de Pitteurs-Hiegaerts est le fils de Jean Théodore de Pitteurs-Hiegaerts, bourgmestre de Saint-Trond, conseiller général du département de la Meuse, et de Christine Colen van Kiseckom. Gendre d'Ignaz van Houtem, il est le père d'Armand de Pitteurs Hiégaerts et le beau-père d'Henri de Pitteurs-Hiegaerts.

## Fonctions et mandats
- Bourgmestre d'Ordingen : 1824-1860
- Conseiller provincial du Limbourg : 1836-1839, 1848-1856
- Membre du Sénat belge : 1856-1863

## Sources
- René GOFFIN, 'Les Pitteurs', in Annales du Cercle archéologique d'Enghien 13, 1962-1963, 5-44.
- Jean-Luc DE PAEPE en Christiane RAINDORF-GERARD, Le Parlement belge, 1831-1894. Données biographiques, Brussel, Académie royale des sciences, des lettres et des beaux-arts de Belgique, 1996.

- Ressource relative à plusieurs domaines :   - ODIS
- Notice dans un dictionnaire ou une encyclopédie généraliste :   - Biografisch Portaal van Nederland